# Hear, hear
Hear, hear是hear him的縮寫，是英國國會中聽眾對講者觀點表達贊同的方式。
英國議會一般不允許聽眾鼓掌，因此聽眾使用該短語來表達歡呼或贊同。
"hear him, hear him"最早出現在17世紀初的國會當中，而在18世紀縮短為"hear, hear"。該短語在初期的用處是用來吸引聽眾的註意。